# Уамбо
Уамбо (порт. Huambo), ранее Нова-Лижбоа, Новый Лиссабон (Хвамбо), — город в Анголе, административный центр провинции Уамбо.

## География
Расположен в 600 км к юго-востоку от Луанды, близ горы Моко (2619 м), на высоте 1721 м над уровнем моря. Население города по переписи 2014 года составляет 595 304 человек.

## История
На месте города издавна существовало небольшое поселение. Официально город был основан 8 августа 1912 года. В 1928 году город был переименован в Новый Лиссабон (порт. Nova Lisboa). В конце 1940-х было объявлено о переносе административного центра Анголы из Луанды в Новый Лиссабон, но никаких действий по переносу не было предпринято, и центр остался в Луанде. После обретения независимости Анголой в 1975 году городу было возвращено прежнее название — Уамбо (1977 год). В годы Гражданской войны город был опорным пунктом мятежного движения УНИТА и одно время - штаб-квартирой его руководителя Жонаса Савимби. Здесь декларировалась столица Народно-Демократической Республики Ангола. В 1993 году Уамбо подвергся сильнейшим разрушениям в ходе Войны 55 дней. Восстановительные работы продолжаются по сей день.

## Климат
| Показатель                    | Янв. | Фев. | Март | Апр. | Май  | Июнь | Июль | Авг. | Сен. | Окт. | Нояб. | Дек. | Год  |
| ----------------------------- | ---- | ---- | ---- | ---- | ---- | ---- | ---- | ---- | ---- | ---- | ----- | ---- | ---- |
| Средний суточный максимум, °C | 24,9 | 25,1 | 24,7 | 25,3 | 25,3 | 24,2 | 24,8 | 27,1 | 28,6 | 27,0 | 25,2  | 24,9 | 25,6 |
| Средняя температура, °C       | 19,5 | 19,0 | 19,5 | 19,4 | 17,9 | 15,9 | 16,4 | 18,6 | 20,7 | 20,4 | 19,6  | 19,6 | 18,9 |
| Средний суточный минимум, °C  | 14,1 | 13,9 | 14,2 | 13,5 | 10,5 | 7,7  | 7,9  | 10,1 | 12,8 | 13,9 | 14,0  | 14,3 | 12,2 |
| Норма осадков, мм             | 211  | 158  | 231  | 157  | 18   | 0    | 0    | 2    | 18   | 121  | 206   | 244  | 1366 |
| Источник:                     |      |      |      |      |      |      |      |      |      |      |       |      |      |

## Известные уроженцы, жители
В Уамбо родился известный ангольский писатель Жузе Эдуарду Агуалуза.

## Транспорт
К настоящему времени отремонтирована и запущена стратегически важная, связывающая океанский порт Лобиту с территорией Демократической Республики Конго и проходящая через Уамбо Бенгельская железная дорога.
К юго-востоку от Уамбо находится аэропорт Албано Мачаду.